# Ukrainian Sheriffs
Ukrainian Sheriffs (em ucraniano:  Українські шерифи) é um filme-documentário ucraniano de 2015 dirigido e escrito por Roman Bondarchuk. Foi selecionado como representante de seu país ao Oscar de melhor filme estrangeiro em 2017.